# Horodyszcze (hromada Kozowa)
Horodyszcze – wieś na Ukrainie w rejonie tarnopolskim należącym do obwodu tarnopolskiego.
Przed 1939 w Horodyszczu Wielkim istniała szkoła powszechna.